# Nguyễn Văn Hinh
Nguyễn Văn Hinh (1915 – 2004) nguyên là tướng lĩnh đầu tiên của Quốc gia Việt Nam, là sĩ quan người Việt đầu tiên được phong cấp tướng ở thời kỳ Liên hiệp Pháp, cấp bậc Trung tướng. Ông cũng là Tổng Tham mưu trưởng đầu tiên của Quân đội Quốc gia Việt Nam. Ông xuất thân từ trường Võ bị Không quân Pháp. Ra trường ông phục vụ trong Quân đội Viễn chinh và Quân đội Thuộc địa của Pháp. Năm 1948, ông chính thức chuyển sang phục vụ Quân đội Quốc gia thành phần trong Quân đội Liên hiệp Pháp. Ông là một trường hợp đặc biệt trong lịch sử quân sự Việt Nam thế kỷ 20. Ông là sĩ quan cấp tướng của hai quân đội khác nhau. Tuy nhiên, khác với "Lưỡng quốc tướng quân" Nguyễn Sơn, tướng Hinh không cùng làm tướng của hai quân đội trong cùng một thời điểm.

## Tiểu sử và binh nghiệp
Ông sinh ngày 20 tháng 9 năm 1915 trong một gia đình khá giả mang Quốc tịch Pháp tại Mỹ Tho, miền Tây Nam Kỳ trong thời kỳ thuộc Pháp. Nguyên gốc dòng tộc của ông là họ Trương, về sau đến đời cụ Nội của ông cải tộc thành họ Nguyễn. Do có Quốc tịch Pháp, từ nhỏ ông được đi du học và theo học chương trình giáo dục của Pháp từ cấp Tiểu học cho đến tốt nghiệp chương trình Trung học phổ thông với văn bằng Tú tài toàn phần (Part II).

### Quân đội Pháp
Năm 1936 ông nhập ngũ vào Không quân Pháp, theo học khóa 2 tại trường Võ bị Không quân Salon de Provence, Pháp. Năm 1937 ông tốt nghiệp với cấp bậc Chuẩn úy. Ra trường, ông là phi công lái oanh tạc cơ B.26.
Năm 1944 ông tham gia Lực lượng Pháp quốc tự do chống phát xít, được thăng cấp Thiếu úy, Chỉ huy trưởng Liên Phi đoàn oanh tạc và chiến đấu tại Blida, Algerie, Bắc Phi. Sau Thế chiến, ông theo đoàn quân Viễn chinh đi khắp các xứ Thuộc địa của Pháp trước khi trở về quê hương.

### Quân đội Quốc gia

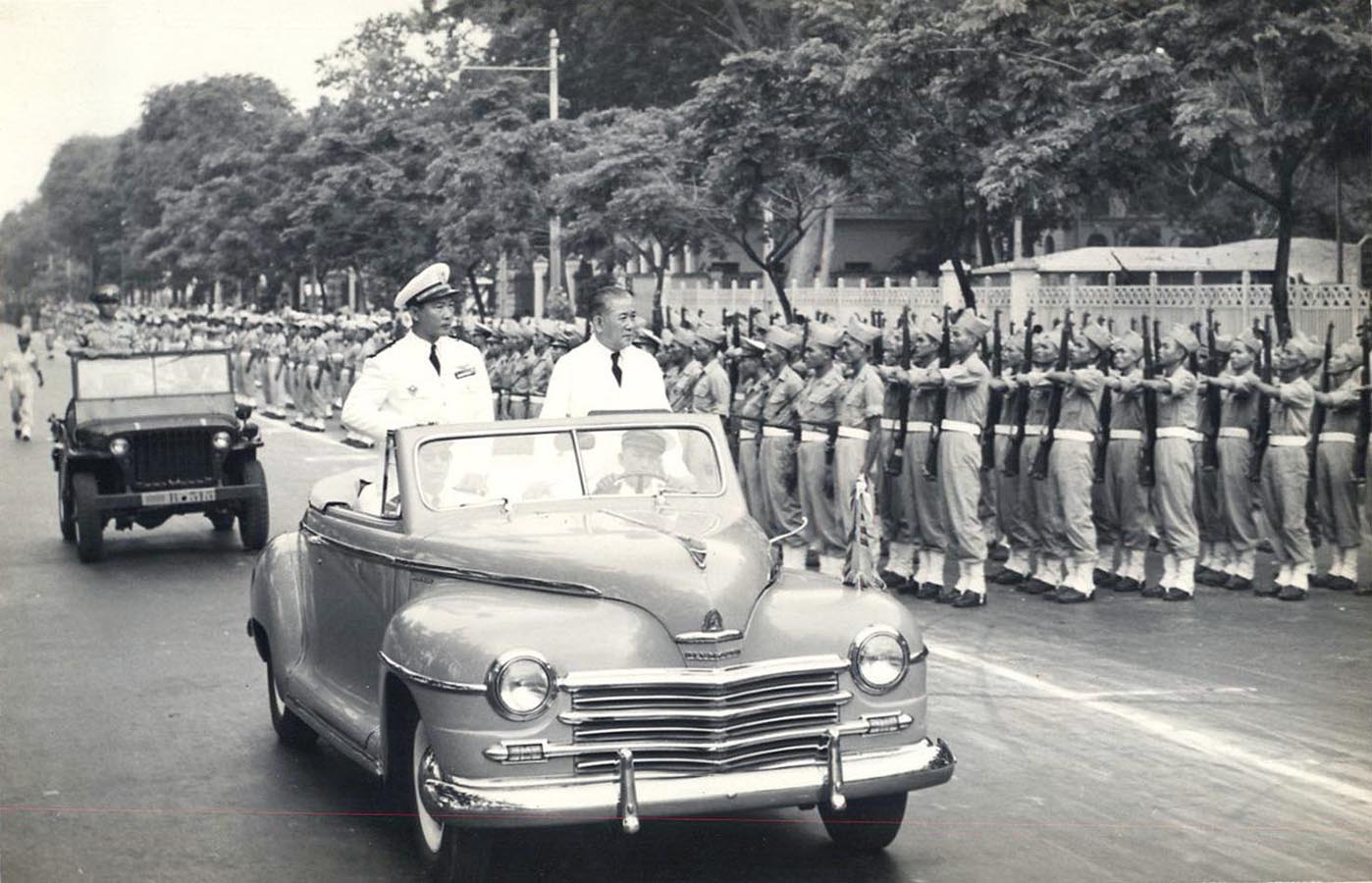
Trung tá Nguyễn Văn Hinh trong cuộc duyệt binh năm 1951

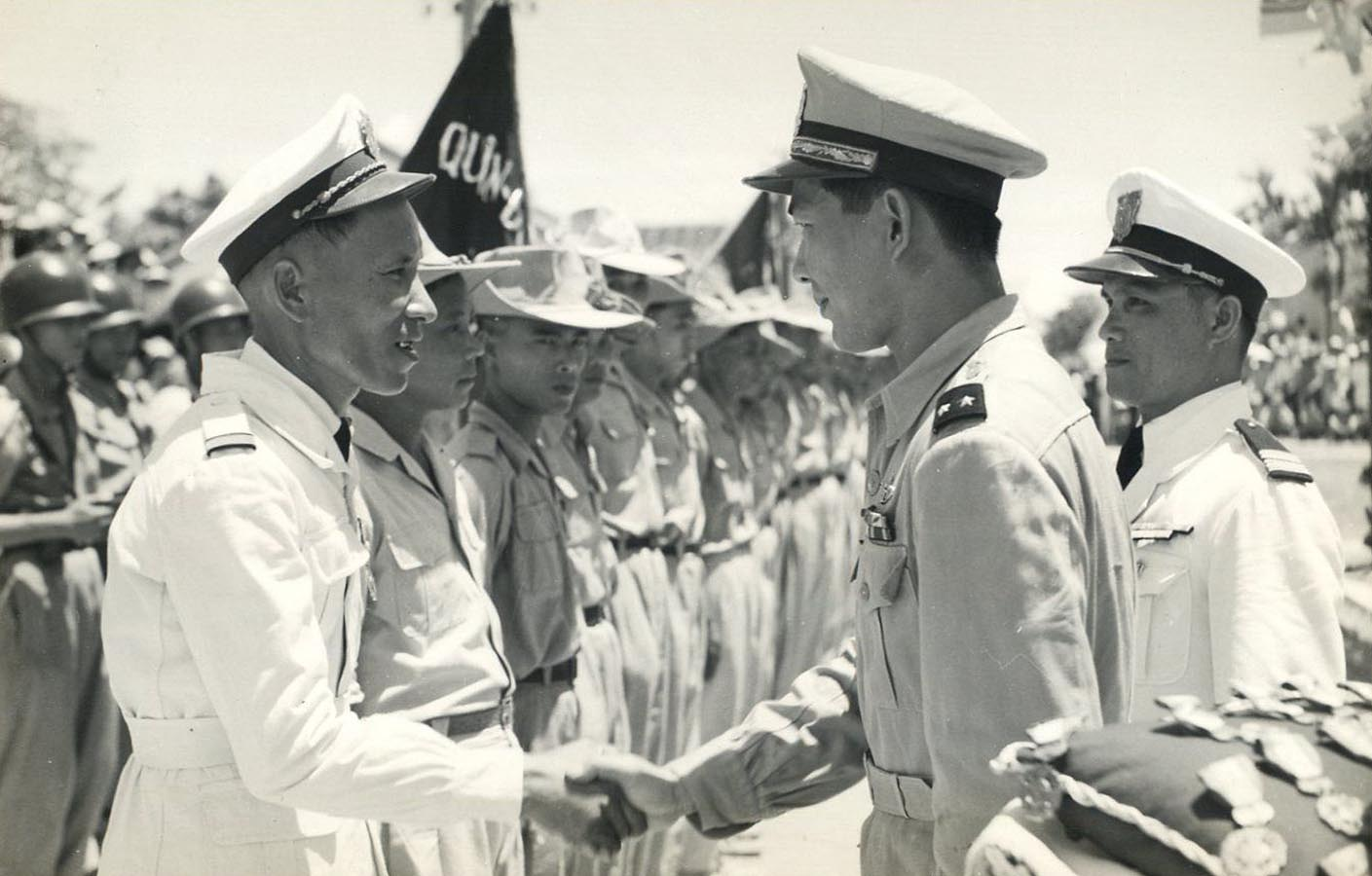
Chánh Võ phòng Nguyễn Văn Hinh bắt tay với binh sĩ trong cuộc duyệt binh năm 1951

Ngày 31 tháng 8 năm 1948, hồi hương phục vụ trong Quân đội Liên hiệp Pháp, ông được thăng cấp Trung úy và được cử làm Sĩ quan Tùy viên cho Thủ tướng Nguyễn Văn Xuân. Giữa năm 1949, ông được thăng cấp Đại úy chính thức gia nhập Quân đội Quốc gia và được cử làm Chỉ huy trưởng Phi đoàn Vận tải GT/62.
Giữa năm 1950, ông được thăng cấp Thiếu tá, chuyển công tác  giữ chức vụ Tổng thư ký thường trực Quốc phòng. Đầu năm 1951 ông được thăng cấp Trung tá. Tháng 3 cùng năm ông được cử giữ chức Chánh Võ phòng của Quốc trưởng Bảo Đại tại Đà Lạt. Trung tuần tháng 12 cuối năm, trong chức vụ Chánh Võ phòng, ông được cử làm Tổng Chỉ huy cuộc duyệt binh tại Hà Nội.
Đầu năm 1952 ông được Quốc trưởng Bảo Đại thăng cấp Đại tá. Tháng 3 cùng năm ông được thăng cấp Thiếu tướng và được Quốc trưởng Bảo Đại chỉ định giữ chức vụ Tổng Tham mưu trưởng đầu tiên của Quân đội Quốc gia Việt Nam. Năm 1953 ông được thăng cấp Trung tướng tại nhiệm.

### Chống Thủ tướng Ngô Đình Diệm
Sau thất bại ở Điện Biên Phủ (1954), Chính quyền và Quân đội Liên hiệp Pháp phải tập kết về miền Nam. Các Lực lượng Quân sự Pháp phải rút về nước và bàn giao lại Chính quyền cho Chính phủ Thủ tướng Ngô Đình Diệm. Với sự ủng hộ của người Mỹ, Thủ tướng Diệm đã lần lượt thay thế các sĩ quan trung thành với mình vào các vị trí chỉ huy, tìm cách tước dần ảnh hưởng của tướng Nguyễn Văn Hinh, được cho là chịu ảnh hưởng quá nhiều của người Pháp. Đầu tháng 9 năm 1954 Thủ tướng Diệm ra quyết định cử ông sang Pháp công cán trong 6 tháng để nghiên cứu việc cải tổ và canh tân quân đội, một động thái được cho là đẩy ông ra khỏi vị trí Tổng Tham mưu trưởng. Dựa vào quân đội, cùng với sự hỗ trợ của các lực lượng quân sự của các giáo phái, tướng Hinh đã dự tính làm đảo chính vào ngày 20 tháng 9 để nắm lại chính quyền. Tuy nhiên, do sự can thiệp của người Mỹ cùng sự thờ ơ của người Pháp, tướng Hinh buộc phải từ bỏ ý định. Ngày 29 tháng 11 năm 1954, ông nhận được lệnh của Quốc trưởng Bảo Đại, giao chức vụ Tổng Tham mưu trưởng cho Thiếu tướng Nguyễn Văn Vỹ và sang Pháp để "trình diện Quốc trưởng". Ngay lúc đó, Thủ tướng Diệm đã bổ nhiệm Thiếu tướng Lê Văn Tỵ vào chức vụ Tổng Tham mưu trưởng và lần lượt tiêu diệt các phe phái đối lập, giành được Chính quyền. Một năm sau đó, Thủ tướng Diệm tuyên bố phế truất Quốc trưởng Bảo Đại và lên làm Tổng thống của Quốc gia Việt Nam Cộng hòa mới được thành lập.

### Được phong tướng ở Pháp
Cuối năm 1954 ông trở về Pháp, định cư tại Paris. Sau đó ông được tái ngũ trong Quân đội Pháp với cấp bậc Trung tá Không quân. Năm 1960, ông được thăng cấp Đại tá và được cử làm Chỉ huy trưởng một căn cứ Không quân ở Algerie. Năm 1962 ông được thăng cấp Chuẩn tướng (Général de Brigade) giữ chức vụ Tham mưu phó trong Bộ Tư lệnh Không quân Pháp. Năm 1965, ông được thăng cấp Thiếu tướng (Génénal de Division) giữ chức vụ Giám đốc Không cụ Quân chủng Không quân, ông ở chức vụ này cho đến khi về hưu vào năm 1970.
Ngày 26 tháng 6 năm 2004, ông mất tại nơi định cư, hưởng thọ 89 tuổi.

## Gia đình
- Thân phụ: Nguyễn Văn Tâm (1895-1993. Nguyên Thủ tướng Quốc gia Việt Nam 1952-1953).
- Vợ đầu: (Người Pháp, ái nữ của cụ Jean Letourneau, Bộ trưởng Hải ngoại Pháp).
- Vợ sau: Bà Nguyễn Cẩm Vân (Ái nữ của một Ký giả là cụ Nam Đình Nguyễn Kỳ Nam, Chủ nhiệm Nhật báo Thần Chung)
- Em trai: Nguyễn Văn Luân và Nguyễn Văn Hải (cả hai bị Việt Minh bắt giữ tại Mỹ Tho ngày 23/9/1945 sau đó cùng bị xử tử vào ngày 2/1/1946 tại ngã tư Cồn Tố, Cao Lãnh, Sa Đéc).
- Em gái: Lisette Nguyễn Văn Tâm